# آقای جسور
آقای جسور (به انگلیسی: Gentlemen of Nerve) فیلمی کوتاه و صامت، به نویسندگی و کارگردانی و بازی چارلی چاپلین و تولید سال ۱۹۱۴ می‌باشد.

## بازیگران
- چارلی چاپلین - آقای واو-وای
- میبل نورماند - میبل
- چستر کانکلین - آمبروز
- مک سوین - آقای گراز دریایی
- فیلیس آلن - زن لاسی
- ادگار کندی - پلیس
- آلیس دونپورت - مشوق
- فرد فیشبک